# Allocosa brasiliensis
Allocosa brasiliensis är en spindelart som först beskrevs av Alexander Petrunkevitch 1910.  Allocosa brasiliensis ingår i släktet Allocosa och familjen vargspindlar. Inga underarter finns listade i Catalogue of Life.

## Bildgalleri

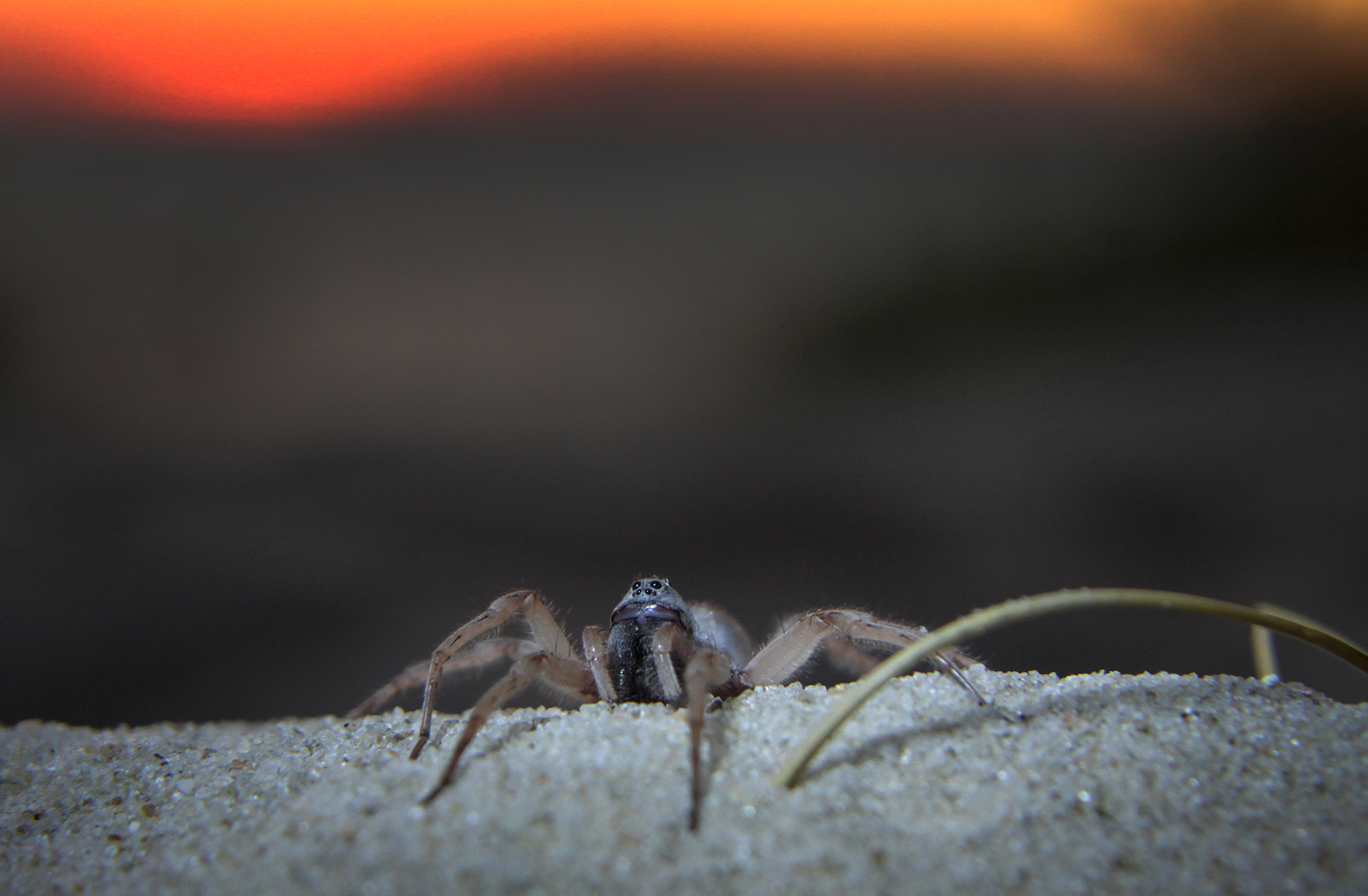